# Qualificazioni alla CONCACAF Gold Cup 2013
Sono elencate di seguito le date e i risultati per le qualificazioni al CONCACAF Gold Cup 2013.

## Formula
35 membri CONCACAF: Stati Uniti (come paese ospitante) si qualifica direttamente alla fase finale. Rimangono 34 squadre per undici posti disponibili per la fase finale. Le squadre e i posti disponibili sono suddivisi in tre zone di qualificazione: Nord America (2 posti), Centro America (5 posti), Caraibi (4 posti).
- Zona Nord America: 2 squadre, si qualificano di diritto alla fase finale.
- Zona Centro America: 7 squadre, partecipano alla Coppa centroamericana 2013, le prime quattro classificate si qualificano alla fase finale.
- Zona Caraibi: 25 squadre, partecipano alla Coppa dei Caraibi 2012, le prime tre classificate si qualificano alla fase finale.

## Zona Nord America
Canada e Messico si qualificano di diritto alla fase finale.

## Zona Centro America
La Coppa centroamericana 2013 mette in palio la qualificazione al torneo: Costa Rica (prima classificata), Honduras (seconda classificata), El Salvador (terza classificata), Belize (quarta classificata) e Panama (quinta classificata) si qualificano alla fase finale.

## Zona Caraibi
La Coppa dei Caraibi 2012 mette in palio la qualificazione al torneo: Cuba (prima classificata), Trinidad e Tobago (seconda classificata), Haiti (terza classificata) e Martinica (quarta classificata) si qualificano alla fase finale.